# Жуковский (Кумылженское сельское поселение)
Жуковский — хутор в Кумылженском районе Волгоградской области России. Входит в состав Кумылженского сельского поселения. Население 56 чел. (2010).

## История
Входил в состав Никитинского сельсовета.
В соответствии с Законом Волгоградской области от 14 февраля 2005 года № 1006-ОД «Об установлении границ и наделении статусом Кумылженского района и Муниципальных образований в его составе» хутор вошёл в состав образованного Кумылженского сельского поселения.

## География
Расположен в западной части региона, в лесостепи, в пределах Хопёрско-Бузулукской равнины, являющейся южным окончанием Окско-Донской низменности, на р. Суходол. Река запружена у окраины хутора.
Уличная сеть состоит из трёх географических объектов: ул. Верховая, ул. Полевая и ул. Суходольская.
Абсолютная высота 112 метров над уровнем моря.

## Население
| 2010 |
| ---- |
| 56   |

Гендерный состав
По данным Всероссийской переписи населения 2010 года в гендерной структуре населения из 56 человек мужчин — 26, женщин — 30 (46,4 и 53,6 % соответственно).
Национальный состав
Согласно результатам переписи 2002 года, в национальной структуре населения
русские составляли 81 % из общей численности населения в 120 чел..

## Инфраструктура
Развитое сельское хозяйство. Личное подсобное хозяйство.

## Транспорт
Просёлочные дороги.